# (2507) Bobone
(2507) Bobone (1976 WB1; 1932 CF1; 1974 FD1; 1980 PD) ist ein ungefähr 16 Kilometer großer Asteroid des mittleren Hauptgürtels, der am 18. November 1976 am Felix-Aguilar-Observatorium im Nationalpark El Leoncito in der Provinz San Juan in Argentinien (IAU-Code 808) entdeckt wurde.

## Benennung
(2507) Bobone wurde nach dem Astronomen Jorge Bobone (1909–1958) benannt, der Direktor des Observatorio Astronómico de Córdoba (IAU-Code 822) war und für seine Arbeit an Umlaufbahn von Kometen, Asteroiden und Jupitermonden bekannt war.